# كلارا فيهير
كلارا فيهير (بالمجرية: Fehér Klára)‏ هي مؤلفة وصحفية وكاتِبة مجرية، ولدت في 21 مايو 1922 في Újpest ‏ في المجر، وتوفيت في 11 سبتمبر 1996 في بودابست في المجر.

## وصلات خارجية
- كلارا فيهير على موقع IMDb (الإنجليزية)
- كلارا فيهير على موقع كينوبويسك (الروسية)